# برجس، میسوری
برجس (به انگلیسی: Burgess) یک روستا (ایالات متحده آمریکا) در ایالات متحده آمریکا است که در شهرستان بارتون، میزوری واقع شده‌است.
 برجس ۰٫۱۸ کیلومتر مربع مساحت و ۵۷ نفر جمعیت دارد و ۲۷۲ متر بالاتر از سطح دریا واقع شده‌است.